# Assunta (Marone)
L'Assunta è un dipinto olio su tela di Pietro Marone, datato 1592, e conservato come pala d'altare nella grande chiesa di Santa Maria Assunta in Valvendra di Lovere.

## Storia
Il dipinto posto come pala dell'altare maggiore della basilica mariana di Lovere, è di grandi dimensioni e a grande impatto emotivo entrando nella basilica come tutto l'impianto architettonico. L'opera non fu da subito assegnata al Marone ma erroneamente al Moretto che aveva realizzato la pala a medesimo soggetto per il duomo di Brescia.Il dipinto fu probabilmente commissionato dal nobile Ottavio Gerolamo Bazzini, che aveva edificato anche il grande Palazzo Bazzini posto a lato dell'edificio.
Sul muro durante i lavori di restauri del 1963 comparve la datazione 1592, a cui dovrebbe far riferimento proprio la realizzazione e la collocazione della pala, periodo in cui l'artista era presente a Brescia.

## Descrizione
Il dipinto fu eseguito dal Marone e coglie non solo il grande lavoro del Moretto ma presenta assonanze anche col Tiziano nella sua opera conservata nella basilica di Santa Maria Gloriosa dei Frari, nell'impianto che divide la parte terrena da quella celeste.
Il dipinto è inserito in una pala lignea dorata molto grande. Le due paraste ospitano le statue dei santi Francesco e Gerolamo, a cui fanno riferimento i frati francescani, e quattro dipinti sempre del Marone raffiguranti i quattro evangelisti a mezzobusto. Sarebbe identificabile il committente Ottavio Gerolamo Bazzini nell'immagine di san Giovanni posta in alto a sinistra, Questo sarebbe riconducibile all'iscrizione: «W. UT W. NOBILIS BAZINVS DE BATAIOLIS ET NATI NATORVM ET QVI NASCENTVR AB ILLIS», mentre lo stemma della famiglia Bazzini è inserito negli angeli posti sulla parte superiore. 
Le paraste sono adornate da fregio con girali di acanto e termina con il timpano triangolare dove è posta la scritta: «ASSVMPTA EST MARIA IN COELVM».
Il dipinto risponde ai canoni iconografici della tradizione controriformista, come si presentavano le raffigurazioni sacre popolari, e rispondendo ai dettami già indicati dal cardinale Gabriele Paleotti del 1583 che indica: “ascesa della Madonna in anima e corpo, con assistenza degli angeli”. La pala raffigura dieci apostoli posti nella parte inferiore che ammirano l'evento miracoloso, si consideri che probabilmente alla morte della Vergine erano già morti alcuni dei dodici discepoli di Gesù. Alcuni di questi volgono lo sguardo al sarcofago vuoto mentre altri al cielo rispondendo agli scritti: «diventata visibile per grazia dello Spirito Santo»

L'opera presenta ridipinture eseguite come indicato nel 1824 nelle annotazioni presenti nel «Libro Cassa di Santa Maria» con altri dipinti presenti nella chiesa.: 
(Libro Cassa Santa Maria-Archivio parrocchiale–p. 167)